# Lokúciós aktus
A lokúciós aktus vagy lokúció (angolul locutionary act) nyelvfilozófiai fogalom, a beszédaktus-elmélet egyik alapfogalma.
John L. Austin  elméletében a beszédaktus legelemibb, legalapvetőbb szintje: az a tett, hogy mondunk valamit. (A locutio latin kifejezés, jelentése: szólás, beszéd, beszédfordulat). Austin elméletében az illokúciós aktussal és a perlokúciós aktussal együtt létrehozott fogalomhármas egyik tagja.
A lokúciós aktus szembeállítható a fogalomhármas másik két tagjával: így elkülöníthető attól, hogy mit tesz a beszélő valaminek a kimondásakor (például kért valamit), ez az illokúciós aktus; és attól is, hogy mit ér el a beszélő valaminek a kimondásával (például a hallgató teljesíti a kérését), ez pedig a perlokúciós aktus.
Az emberi kommunikáció során tehát a lokúció az a szemantikai jelentés, amit voltaképpen mondunk, például: „Ugye milyen jó lenne ma apával elmenni az oviba?”, szemben az illokúcióval, amely már megnyilatkozásaink dekódolt, kommunikatív többletjelentésével azonos, az előbbi példában: „Remélem, hallasz: ma igazán elvihetnéd a gyereket te az oviba!”. A lokúció a beszédaktus direkt és explicit része, s esetenként megegyezhet az illokúciós aktussal, például kijelentések, állítások, ígéretek esetében. Az, hogy egy adott illokúcióhoz milyen lokúció rendelődik a beszédaktus során, nagyban függ az egyén nyelvhasználati szokásaitól, a kommunikációs helyzet kontextusától: a fenti példában lokúciós aktusként egy kérdés hangzott el, ez járult egy implicit számonkérés illokúciós aktusához.

## Fonetikus, Fatikus és Rétikus aktus
Austin további három aktusra osztja fel a lokúciós aktust.
A fonetikus aktus csupán valamilyen zajok hallatása.
A fatikus aktus  meghatározott „zajok“ hallatása, amelyekre teljesülnek a következő feltételek: ténylegesen vagy látszólag 1. egy nyelv szókészletébe tartoznak, 2. meghatározott nyelvtani szabályoknak engedelmeskednek, 3. meghatározott szupraszegmentális sajátosságokkal bírnak (például dallam, hangsúlyok, beszédtempó változások), 4. meghatározott gesztusokkal együtt hangozhatnak el. Ilyen módon a fatikus aktusok utánozhatóak, idézhetőek. Például, ha valaki azt mondja „Fussunk!“ és megnyújtja az utolsó szótagot, és közben előre mutat; azt utánozni tudjuk: azt mondjuk: „Azt mondta »Fussunk!«“ és közben előre mutatunk, és szintén megnyújtjuk az utolsó szótagot. A fatikus aktusoknak azonban a jelentése (értelme) és jeltárgya (vonatkozása, denotátuma) nem egyértelmű, vagy nincsen. Az előbbi példánál maradva, a megszólalásnak nem lehetne vonatkozása, ha az, akit utánozunk magában beszélt.
A rétikus aktus során ezzel szemben a beszélő értelemmel és vonatkozással is ellátja a mondottakat. Így már nem csak idézni lehet őket, hanem függő beszéddel is felidézhetőek, például: „Azt mondta, hogy meg kell tennem.“ vagy felszólító mód esetén egyéb kifejezésekkel például: „Azt tanácsolta, hogy...“. Ez a három aktus Austinnál olyan viszonyban van egymással, hogy az előbbi(ek) elvégzése nem feltétlenül jelenti egyszerre az utóbbi(ak) elvégzését is, ám fordítva ez mindig igaz.

## A Megnyilatkozások értékelése
A lokúció és az illokúció fogalmának segítségével juthatunk el a megnyilatkozások értékeléséig. A megnyilatkozások lokúciós tartalma, az, amit mondunk, lehet igaz vagy hamis, amennyiben egy ténymegállapítással, és nem például egy felkiáltással van dolgunk. A megnyilatkozások illokúciós tartalma, vagyis a végrehajtott cselekvés ezzel szemben lehet sikeres vagy sikertelen. Bizonyos sikerfeltételeknek kell teljesülniük ahhoz, hogy egy beszédaktus sikeres legyen. Ezeket a feltételeket, nem lehet valamennyi beszédaktusra egységes formában, röviden megadni. A pragmatikai elemzés egyik feladata az, hogy feltárja a különböző beszédaktusokat, azok szerkezetét és az egyes aktusokhoz tartozó sikerfeltételeket.
Az illokúciós aktus sikerfeltételei három csoportba sorolhatók:

### Sikeres lokúciós aktus
Annak, amit mondunk, nyelvtanilag helyesnek és értelmesnek kell lennie. Azaz értelmesen kell mondanunk valamit, hogy ezzel valamilyen beszédaktust végre tudjunk hajtani.
Nem lehet sikeres az ígéret, ha az, amit ígérünk értelmetlen: „megígérem, hogy kiszera méva bávatag."

### Tartalmi feltételek
A beszédaktusok különböző, a kimondott mondatok tartalmára vonatkozó követelményeket foglalnak magukban, amelyeknek teljesülniük kell, hogy a cselekvés sikeres legyen.
-Nem ígérhetünk lehetetlent, vagy olyasmit, ami a múltban már megtörtént. Nem sikeresek az alábbi ígéretek: „Megígérem, hogy kimerem az óceánt." „Megígérem, hogy megszülettem."
-A tartalmi feltételek az ígéret jellegéből adódnak, abból hogy az ígéret jövőbeli eseményre vonatkozik, és az, aki ígéretet tesz, komoly elkötelezettséget vállal annak végrehajtására.

### A beszédhelyzetben résztvevők szándékaiból, érdekeiből, szociális helyzetéből, az aktus társadalmi gyakorlatából adódó feltételek
Ide számos, beszédaktusonként különböző fajta feltétel tartozik, amelyeket külön külön kell számba venni.
Példák:
–Az ígéret esetében ide tartozik az őszinteségi feltétel, tudniillik, hogy amit a beszélő ígér, azt tényleg szándékában áll megtenni.
–Parancs esetében a résztvevők társadalmi helyzetére vonatkozik az a feltétel, hogy parancsot csak az előljáró adhat az alárendeltnek. Szokásos körülmények között hiába mondja a tizedes a tábornoknak: "Megparancsolom, hogy induljon." Ez a parancs nem lehet sikeres.
–Hiába mondja az egyik fél: "Fogadjunk egy sörben, hogy a mi válogatottunk nyer a ma esti meccsen!" Nem jön létre a fogadás, amíg a másik ki nem nyilvánítja, hogy elfogadja az ajánlatot.
–Törvényt kihirdetni csak bizonyos helyen  és bizonyos formai előírások megtartásával lehet. Ha ezek nem teljesülnek nem lép életbe a törvény.

## Lásd még
- Beszédaktus-elmélet